# Koen Vekemans
Koen Vekemans (né le 18 novembre 1966 à Lommel,) est un coureur cycliste belge, actif dans les années 1980 et 1990.

## Biographie
Dans les catégories de jeunes, Koen Vekemans s'illustre en obtenant de nombreuses victoires. Il s'impose notamment à cinquante reprises en 1983 chez les débutants. Deux ans plus tard, il devient vice-champion de Belgique de l'omnium au niveau junior. Il remporte ensuite une étape du Tour du Hainaut occidental en 1986, ou encore le Tour du Limbourg amateurs en juin 1987. 
Il passe professionnel en septembre 1987 dans l'équipe Lotto, où il évolue jusqu'en 1990. Durant cette période, il se distingue principalement dans des compétitions belges en décrochant de nouveaux succès et diverses places d'honneur. Il gagne par ailleurs une étape du Tour de la Communauté européenne en 1988. Après une autre saison au sein de la formation SEFB, il se retire des pelotons professionnels en 1992. 

## Palmarès

### Palmarès amateur
- 1983
  - Circuit Het Volk débutants
- 1985
  - Prologue de la Ster van Zuid-Limburg
  - 2e du championnat de Belgique de l'omnium juniors
- 1986
  - Internatie Reningelst
  - 4e étape du Tour du Hainaut occidental
- 1987
  - Zonhoven-Anvers-Zonhoven
  - Championnat des Flandres amateurs
  - Tour du Limbourg amateurs :
    - Classement général
    - 1re étape

  - 3e étape du Tour de Belgique amateurs
  - 2e de Bruxelles-Zepperen
  - 2e d'Anvers-Tielen
  - 3e de la Course des chats

### Palmarès professionnel
- 1988
  - Tour de la Haute-Sambre
  - 7e étape du Tour de la Communauté européenne
  - 2e de la Flèche hesbignonne
- 1989
  - Grand Prix Frans Melckenbeeck
  - Grand Prix Beeckman-De Caluwé
  - 3e du Grand Prix Betekom
- 1991
  - Grand Prix Frans Melckenbeeck
  - Grand Prix Raf Jonckheere
  - 2e du Mémorial Rik Van Steenbergen